# Епархия Гапа
 Епархия Гапа  (лат. Dioecesis Vapincensis) — епархия Римско-Католической церкви с центром в городе Гап, Франция. Епархия Гапа входит в митрополию Марселя. Кафедральным собором епархии Гапа является церковь Пресвятой Девы Марии и святого Арно.

## История
Епархия Гапа была основана в IV веке. В XI веке епископом Гапа был святой Арно, известный своей борьбой с симонией. В XVI веке в Гапе произошли столкновения между гугенотами и католиками, в результате которого город в 1562 году значительно пострадал от пожара. В XVIII веке епископ Франсуа-де-Малиссоль боролся с набиравшим в его епархии движением янсенизма.
29 ноября 1801 года, после заключения конкордата между Святым Престолом и Францией, епархия Гапа была упразднена и её территория была разделена между епархиями Диня и Гренобля.
6 октября 1822 года Римский папа Пий VII издал буллу Paternae charitatis, которой восстановил епархию Гапа, присоединив её к митрополии Экс-ан-Прованса.
16 декабря 2002 года епархия Гапа вошла в митрополию Марселя.

## Ординарии епархии
| - епископ Констанций (517—529) - епископ Веллезий (541—554) - епископ Сагитарий (560?-578) - епископ святой Арей Гапский (579—610?) - епископ Валатон (610?-614) - епископ Потентиссим (650?) - епископ Симфориан (700?) - епископ Донадьё (788) - епископ Бирикон (876—879) - епископ Каст (950) - епископ Гуго I (971—1010?) - епископ Ферро де Доман (1010—1040) - епископ Родольф (1044—1050) - епископ Риперт (1053—1060) - епископ святой Арно (1065—1078?) - епископ Ложье I (1079—1081) - епископ Одилон (1085?) - епископ Изоард (1090?-1105) - епископ Ложье II (1106—1122) - епископ Пьер Графинель (1122—1130) - епископ Гильом I (1131—1149) - епископ Раймон (1150—1156) - епископ Грегуар (1157—1180) - епископ Гильом II (1180—1188) - епископ Фредерик (1198—1199) - епископ Гильом де Жьер (1199—1211) - епископ Гуго II (1215—1217) - епископ Гиг (1217—1219) - епископ Гильом д'Эскалоп (1219—1235) - епископ Робер (1235—1251) - епископ Отон де Грасс (1251—1281) - епископ Раймон де Мевуйон (1282—1289) - епископ Жофруа де Линсель (1289—1315) - епископ Оливье де Ле (1315—1316) - епископ Бертран де Линсель (1316—1318) - епископ Гильом де Этьенн (1318—1328) - епископ Драгонне де Монтобан (1328—1349) - епископ Анри де Пуатье (1349—1353) - епископ Жилбер де Мандегаш (1353—1357) - епископ Жак де До (1357—1362) - епископ Гильом Фурнье (1362—1366) - епископ Жак Арто (1366—1399) - епископ Раймон де Бар (1399—1404) | - епископ Жан де Сен (1404—1409) - епископ Антуан Жювени (1409—1411?) - епископ Алексис де Сиреньо (1409—1411) - епископ Ложье Сапор (1411—1429) - епископ Гильом де Форестье (1429—1442) - епископ Гоше де Форкалкье (1442—1484) - епископ Габриель де Склафанатис (1484—1526) - епископ Габриель де Клермон (1526—1571) - епископ Пьер Папарен (1572—1600) - епископ Шарль-Саломон дю Сер (1600—1637) - епископ Артюр де Льонн (1639—1662) - епископ Пьер Марьон (1662—1675) - епископ Гильом де Мешатен (1677—1679) - епископ Виктор-Огюстен Мельян (1680—1692) - епископ Шарль-Бенень Эрве (1692—1705) - епископ Франсуа де Малиссоль (1706—1738) - епископ Клод де Кабан (1739—1741) - епископ Жак де Кондорсе (1741—1754) - епископ Пьер-Анне де Перуз (1754—1763) - епископ Франсуа де Нарбонн-Лара (1764—1774) - епископ Франсуа де Жуфруа (1774—1777) - епископ Жан Батист де Майе (1778—1784) - епископ Анри-Франсуа де Варей (1784—1801) - епископ Франсуа-Антуан Арбо (1823—1836) - епископ Никола-Огюстен де ла Круа-д'Азолет (1837—1840) - епископ Луи Росса (1841—1844) - епископ Жан-Ирене Депери (1844—1861) - епископ Виктор-Феликс Бернаду (1862—1867) - епископ Эме-Виктор-Франсуа Гильбер (1867—1879) - епископ Жан-Батист Жакене (1881—1884) - епископ Жан-Батист-Луи Гузо (1884—1887) - епископ Жан-Альфонс Вланше (1887—1888) - епископ Проспер Амабль Берте (1889—1914) - епископ Габриэль де Льобе (1915—1925) - епископ Жюль-Жеро Сальеж (1925—1928) - епископ Камиль Пик (1928—1932) - епископ Огюст-Калликст-Жан Боннабель (1932—1961) - епископ Жорж Жако (1961—1966) - епископ Роббер-Жозе Коффи (1967—1974) — кардинал с 28.06.1991 года - епископ Пьер-Бертран Шаге (1975—1980) - епископ Раймон-Гастон Сеги (1981—1987) - епископ Жорж Лагранж (1988—2003) - епископ Жан-Мишель ди Фалько (с 2003 года — по настоящее время) |  |